# آرشي روشي
آرشي روشي (بالإنجليزية: Archie Roach)‏ هو مغني وكاتب أغاني وملحن أسترالي، ولد في 8 يناير 1956 في موروبنا ‏ في أستراليا.

## وصلات خارجية
- آرشي روشي على موقع IMDb (الإنجليزية)
- آرشي روشي على موقع ميوزك برينز (الإنجليزية)
- آرشي روشي على موقع أول ميوزيك (الإنجليزية)
- آرشي روشي على موقع ديسكوغز (الإنجليزية)